# Мемеле

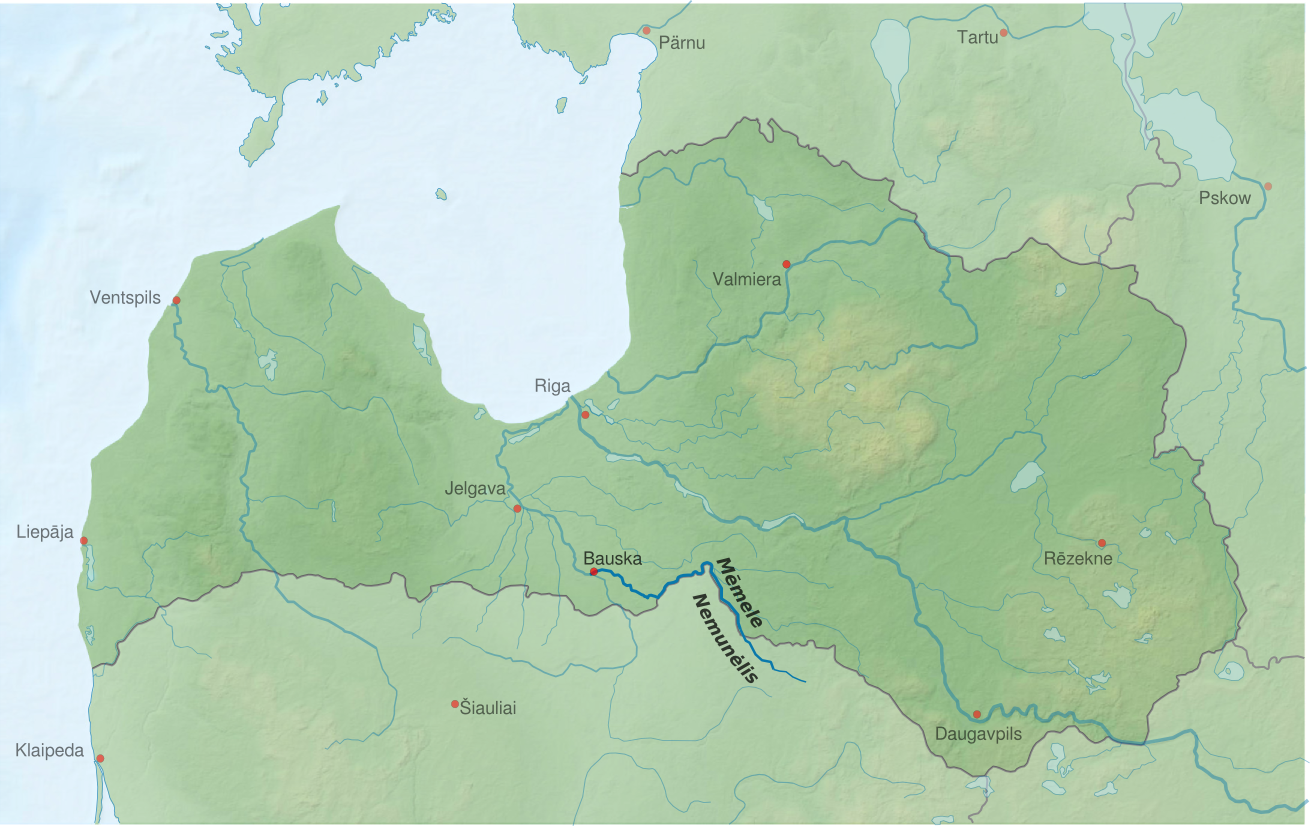

Ме́меле (лит. Nemunėlis, латыш. Mēmele) — река в северной Литве и южной Латвии. Она берёт начало в 6 км к югу от Рокишкиса. При общей длине 191 км, первые 75 км река течёт по Литве, затем 76 км реки — это граница Литвы-Латвии и затем течёт по территории Латвии до слияния с рекой Муса у города Бауска. В результате слияния этих рек образуется Лиелупе — вторая по значимости река Латвии, после Даугавы.

## Притоки
- Апаща (левый)
- Вижуона (правый, длина 26 км)
- Сусея (правый, длина 114 км)
- Виесите (правый, длина 59 км)
- Неретиня (правый, длина 25 км)
- Бяржуона (правый)
- Лаукупе (правый)